# MISS
MISS (Multipurpose Interactive timeSharing System) — первая советская UNIX-подобная операционная система. Была создана Владимиром Бутенко в 1985 году на физическом факультете МГУ. Имела интерфейс основанный на однострочном текстовом меню.

## Разработчики
Кроме Владимира Бутенко в коллектив разработчиков также входили:
- Михаил Флеров — создал транслятор для FORTRAN-IV
- Иван Бобров
- Марк Венгеров — создал компилятор для Си
- Вадим Маслов — создал систему программирования на Basic
- Игорь Тимкин — перенос на процессор 8086

Всего было около 10 человек, которые впоследствии организовали кооператив «Гамма».

## История
Разработка началась в 1982 году. В отличие от другой известной советской UNIX-системы (ДЕМОС), ОС MISS не была основана на исходниках западного происхождения, а была написана с нуля.
Первоначально система была разработана для ЕС-1010, являвшейся клоном французской Mitra-15 и производившейся по лицензии в ВНР. Также устанавливалась на совместимую и более совершенную EC-1011, клон Mitra-225. Обе эти машины были полностью не совместимы с другими компьютерами линии ЕС ЭВМ, которые были клонами IBM/360. Позднее была портирована на ДВК и IBM PC. Однако не выдержала конкуренции с UNIX. Сам Владимир Бутенко в конце 1980-х годов основал компанию Stalker Software, позже известную как CommuniGate Systems, разрабатывающую известную серверную платформу для коммуникаций — CommuniGate Pro.